# 2020년 하계 올림픽 사격
2020년 하계 올림픽 사격(일본어: 2020年オリンピックの射撃競技)은 2020년 하계 올림픽의 정식 종목으로 진행된 사격 경기로 2021년 7월 24일부터 8월 2일까지 일본 도쿄도 아사카 주둔지 내 사격장에서 열렸다. 원래 경기가 2020년 7월 25일부터 8월 3일까지 예정되어 있었으나 코로나19 범유행으로 인한 대회 자체의 연기로 인해 동시에 미뤄지게 되었다. 세부종목수는 15개로 동일하나, 전체 참가선수 규모는 지난 대회의 390명에서 360명으로 감소했는데 이는 남녀 종목수를 동수로 맞춘 것에 따른 영향이다. 이와 더불어 올림픽 사격 경기의 대대적인 구성 변화도 이뤄져, 남성 출전 종목이던 소총복사, 속사권총, 더블트랩 종목이 단체 혼성종목으로 대체되었다.

## 경기 방식
2017년 6월 9일 국제 올림픽 위원회(IOC)는 성평등 실현과 사격의 전세계적 인식 확대를 위한 올림픽 사격종목의 경기구성 변화를 승인하기로 했다는 결정을 내렸고, 국제 사격 연맹은 즉시 환영의 뜻을 나타냈다. 가장 눈에 띄는 변화는 기존에는 남성 종목으로 진행됐던 50m 소총복사, 50m 속사권총, 더블트랩의 세 종목을 혼성 단체종목 (소총, 권총, 클레이)로 대체한 것으로, 성평등 보장 수단으로 강력 권고됐던 사항이다. 그밖의 변화로는 남녀 종목 모두 시도 횟수를 동일하게 바꾼 것, 여자 권총종목과 클레이 종목의 결승전을 1명씩 탈락하는 방식으로 바꾼 것이 있었다.
지난 대회와 마찬가지로 결승전에 진출한 모든 선수는 핸디캡 없이 0점부터 시작하며, 라운드를 거치면서 한 명씩 탈락하게 된다. 점수에서 선두를 달리는 최후의 두 선수만 남아 경기를 끝까지 이어나간 뒤 금메달과 은메달을 결정짓게 된다.

## 예선
2018년 2월, 국제 사격 연맹은 성평등 실현을 위한 올림픽 출전권 분배 수칙 개정안을 승인하였다. 그 결과 남녀 출전권이 180명씩 동등하게 총 360명으로 조정되었으며, 대표급 세계선수권대회와 대륙별 선수권대회 결과를 통해 이들 출전권을 분배하게 되었다.
국제사격연맹의 지침에 따르면 올림픽 예선기간은 대한민국 창원시에서 열리는 2018년 ISSF 세계 사격 선수권 대회부터 시작된다. 개막일이 2018년 9월 15일부터임을 감안하면 2년 남짓한 시간이 된다. 사격 선수권대회의 결과를 토대로 개인종목 48명, 혼성 단체종목 12팀에게 출전권이 부여된다. 이후로는 ISSF 월드컵 시리즈 기간에서 금메달을 획득한 선수나 ISSF 세계 선수권 대회, 5대륙 선수권대회 (아프리카, 유럽, 아시아, 오세아니아, 아메리카)에서 1위에 오른 선수에게 올림픽 출전권이 돌아가게 된다.
예선기간이 끝나면 모든 국가는 진출 여부가 기재된 공식명단을 전달받는다. 이때 연맹 측이 각 개인종목별 세계랭킹을 확인하는데, 최고 순위에 올라 있음에도 아직 아무 종목에서도 출전권을 얻지 못했고, 소속 국가 역시 특정 종목에 발을 들이지 못했다면 해당 선수는 그 즉시 올림픽 출전권을 얻게 된다.
대회 개최국 자동출전권 부여가 일부 종목에만 한정됐던 이전 대회와는 달리, 이번 대회에서는 개최국이 전 개인종목에 자동 출전권을 부여받아, 일본은 총 12명의 선수가 출전할 수 있게 되었다.

## 일정
모든 시간은 일본 표준시 (UTC+9)를 따르며, 한국 시각과 동일하다.
| 예 | 예선 | 결 | 결선 |

| 종목/일정              | 24일 (토) | 24일 (토) | 25일 (일) | 25일 (일) | 26일 (월) | 26일 (월) | 27일 (화) | 27일 (화) | 28일 (수) | 28일 (수) | 29일 (목) | 29일 (목) | 30일 (금) | 30일 (금) | 31일 (토) | 31일 (토) | 1일 (일) | 1일 (일) | 2일 (월) | 2일 (월) |
| ---------------------- | --------- | --------- | --------- | --------- | --------- | --------- | --------- | --------- | --------- | --------- | --------- | --------- | --------- | --------- | --------- | --------- | -------- | -------- | -------- | -------- |
| 소총                   |           |           |           |           |           |           |           |           |           |           |           |           |           |           |           |           |          |          |          |          |
| 남자 10m 공기소총      |           |           | 예        | 결        |           |           |           |           |           |           |           |           |           |           |           |           |          |          |          |          |
| 남자 50m 소총 3자세    |           |           |           |           |           |           |           |           |           |           |           |           |           |           |           |           |          |          | 예       | 결       |
| 여자 10m 공기소총      | 예        | 결        |           |           |           |           |           |           |           |           |           |           |           |           |           |           |          |          |          |          |
| 여자 50m 소총 3자세    |           |           |           |           |           |           |           |           |           |           |           |           |           |           | 예        | 결        |          |          |          |          |
| 혼성 10m 공기소총 단체 |           |           |           |           |           |           | 예        | 결        |           |           |           |           |           |           |           |           |          |          |          |          |
| 권총                   |           |           |           |           |           |           |           |           |           |           |           |           |           |           |           |           |          |          |          |          |
| 남자 10m 공기권총      | 예        | 결        |           |           |           |           |           |           |           |           |           |           |           |           |           |           |          |          |          |          |
| 남자 25m 속사권총      |           |           |           |           |           |           |           |           |           |           |           |           |           |           |           |           | 예       | 예       | 예       | 결       |
| 여자 10m 공기권총      |           |           | 예        | 결        |           |           |           |           |           |           |           |           |           |           |           |           |          |          |          |          |
| 여자 25m 권총          |           |           |           |           |           |           |           |           |           |           | 예        | 예        | 예        | 결        |           |           |          |          |          |          |
| 혼성 10m 공기권총 단체 |           |           |           |           |           |           | 예        | 결        |           |           |           |           |           |           |           |           |          |          |          |          |
| 클레이                 |           |           |           |           |           |           |           |           |           |           |           |           |           |           |           |           |          |          |          |          |
| 남자 트랩              |           |           |           |           |           |           |           |           | 예        | 예        | 예        | 결        |           |           |           |           |          |          |          |          |
| 남자 스키트            |           |           | 예        | 예        | 예        | 결        |           |           |           |           |           |           |           |           |           |           |          |          |          |          |
| 여자 트랩              |           |           |           |           |           |           |           |           | 예        | 예        | 예        | 결        |           |           |           |           |          |          |          |          |
| 여자 스키트            |           |           | 예        | 예        | 예        | 결        |           |           |           |           |           |           |           |           |           |           |          |          |          |          |
| 혼성 트랩 단체         |           |           |           |           |           |           |           |           |           |           |           |           |           |           | 예        | 결        |          |          |          |          |

## 메달리스트

### 순위
| 순위 | 국가                 | 금메달 | 은메달 | 동메달 | 합계 |
| ---- | -------------------- | ------ | ------ | ------ | ---- |
| 1    | 중화인민공화국       | 4      | 1      | 6      | 11   |
| 2    | 미국                 | 3      | 2      | 1      | 6    |
| 3    | 러시아 올림픽 위원회 | 2      | 4      | 2      | 8    |
| 4    | 체코                 | 1      | 1      | 0      | 2    |
| 5    | 스위스               | 1      | 0      | 1      | 2    |
| 6    | 프랑스               | 1      | 0      | 0      | 1    |
| 6    | 이란                 | 1      | 0      | 0      | 1    |
| 6    | 슬로바키아           | 1      | 0      | 0      | 1    |
| 6    | 스페인               | 1      | 0      | 0      | 1    |
| 10   | 산마리노             | 0      | 1      | 1      | 2    |
| 10   | 세르비아             | 0      | 1      | 1      | 2    |
| 12   | 불가리아             | 0      | 1      | 0      | 1    |
| 12   | 쿠바                 | 0      | 1      | 0      | 1    |
| 12   | 덴마크               | 0      | 1      | 0      | 1    |
| 12   | 이탈리아             | 0      | 1      | 0      | 1    |
| 12   | 대한민국             | 0      | 1      | 0      | 1    |
| 17   | 영국                 | 0      | 0      | 1      | 1    |
| 17   | 쿠웨이트             | 0      | 0      | 1      | 1    |
| 17   | 우크라이나           | 0      | 0      | 1      | 1    |
| 합계 | 합계                 | 15     | 15     | 15     | 45   |

### 메달리스트

#### 남자
| 10m 공기소총   | 윌리엄 셰이너 · 미국    | 성리하오 · 중화인민공화국                | 양하오란 · 중화인민공화국  |  |  |  |
| 25m 속사권총   | 장 키캉푸아 · 프랑스    | 레우리스 푸포 · 쿠바                     | 리웨훙 · 중화인민공화국    |  |  |  |
|                |                         |                                          |                            |  |  |  |
| 10m 공기권총   | 자바드 포루기 · 이란    | 다미르 미케츠 · 세르비아                 | 팡웨이 · 중화인민공화국    |  |  |  |
| 50m 소총 3자세 | 장창훙 · 중화인민공화국 | 세르게이 카멘스키 · 러시아 올림픽 위원회 | 밀렌코 세비치 · 세르비아   |  |  |  |
|                |                         |                                          |                            |  |  |  |
| 스키트         | 빈센트 핸콕 · 미국      | 예스페르 한센 · 덴마크                   | 압둘라 알라시디 · 쿠웨이트 |  |  |  |
| 트랩           | 이르지 립타크 · 체코    | 다비트 코스텔레츠키 · 체코               | 매슈 코워드홀리 · 영국     |  |  |  |

#### 여자
| 10m 공기소총   | 양첸 · 중화인민공화국                        | 아나스타시야 갈라시나 · 러시아 올림픽 위원회 | 니나 크리스텐 · 스위스                 |  |  |  |
| 25m 권총       | 비탈리나 바차라시키나 · 러시아 올림픽 위원회 | 김민정 · 대한민국                            | 샤오자루이쉬안 · 중화인민공화국        |  |  |  |
|                |                                              |                                              |                                        |  |  |  |
| 10m 공기권총   | 비탈리나 바차라시키나 · 러시아 올림픽 위원회 | 안토아네타 보네바 · 불가리아                 | 장란신 · 중화인민공화국                |  |  |  |
| 50m 소총 3자세 | 니나 크리스텐 · 스위스                       | 율리야 지코바 · 러시아 올림픽 위원회         | 율리야 카리모바 · 러시아 올림픽 위원회 |  |  |  |
|                |                                              |                                              |                                        |  |  |  |
| 스키트         | 앰버 잉글리시 · 미국                         | 디아나 바코시 · 이탈리아                     | 웨이멍 · 중화인민공화국                |  |  |  |
| 트랩           | 주자나 레하크슈테페체코바 · 슬로바키아       | 케일리 브라우닝 · 미국                       | 알레산드라 페릴리 · 산마리노           |  |  |  |

#### 혼성
| 10m 공기소총 단체 | 중화인민공화국 (CHN) · 양첸 · 양하오란             | 미국 (USA) · 메리 터커 · 루커스 코지네스키                               | 러시아 올림픽 위원회 (ROC) · 율리야 카리모바 · 세르게이 카멘스키 |  |  |  |
|                   |                                                    |                                                                          |                                                                  |  |  |  |
| 10m 공기권총 단체 | 중화인민공화국 (CHN) · 장란신 · 팡웨이             | 러시아 올림픽 위원회 (ROC) · 비탈리나 바차라시키나 · 아르툠 체르노우소프 | 우크라이나 (UKR) · 올레나 코스테비치 · 올레흐 오멜추크           |  |  |  |
|                   |                                                    |                                                                          |                                                                  |  |  |  |
| 트랩 단체         | 스페인 (ESP) · 알베르토 페르난데스 · 파티마 갈베스 | 산마리노 (SMR) · 잔 마르코 베르티 · 알레산드라 페릴리                    | 미국 (USA) · 브라이언 버로스 · 매들린 버노                       |  |  |  |

## 같이 보기
- 2016년 하계 올림픽 사격
- 2018년 아시안 게임 사격
- 2019년 세계 사격 선수권대회
- 올림픽 사격